# Francesco Maria Richini
Francesco Maria Richini (oder Richino, Ricchini, Righini) (* 13. Februar 1584 in Mailand; † 24. April 1658 ebenda) war ein italienischer Baumeister, Architekt und Ingenieur.

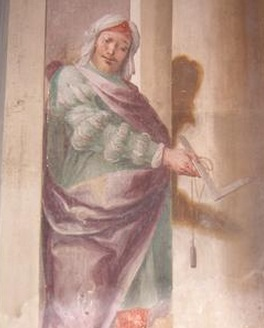
Giovanni Stefano Doneda genannt „il Montalto“, Fresko-Portrait von Francesco Maria Richini bei Villa Frisiani Mereghetti in Corbetta

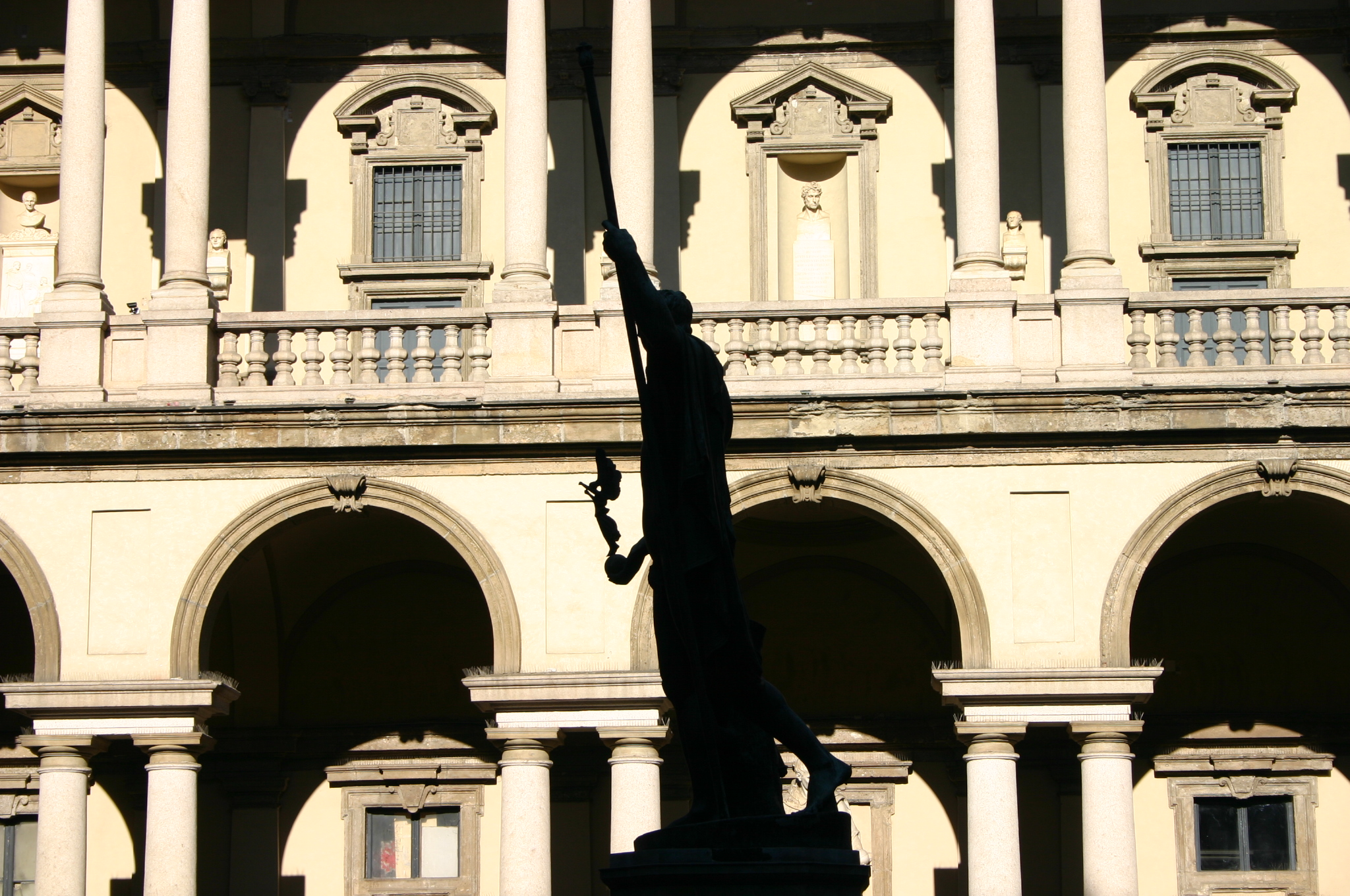
Der Innenhof des Palazzo di Brera

## Leben
Francesco Maria war Sohn von Bernardo (* um 1549, † 1639), Militäringenieur im Dienste Spaniens und vermutlich wurde er in der öffentlichen Akademie ausgebildet, die sein Vater in seinem Haus am Corso di Porta Romana in der Pfarrei San Nazaro in Brolo gegründet hatte, wo unter anderem Mathematik, Geometrie, Vermessung, militärische Künste und Begriffe des Bauwesens unterrichtet wurden. Es ist möglich, dass er in der Lehre mit seinem Vater zusammenarbeitete; er schrieb 1602 die Pratica di Geometria con l’operatione del compasso, einen Text über Militärtechnik mit didaktischem Charakter. 
Dann Richini wurde von Kardinal Federico Borromeo nach Rom geschickt, um seine Ausbildung zu vervollkommnen. Später Richini brachte den überschwänglichen und szenischen Geschmack und die Kultur des römischen Barocks nach Mailand, gemildert durch den palladianischen Einfluss und den Mailänder Klassizismus des späten 16. Jahrhunderts. Nach seiner Rückkehr (1603) wurde er sofort für Arbeiten am Mailänder Dom angestellt. Er schuf einige Modelle für die Fassade des Mailänder Doms, für die dem Meister 12 Dukaten gezahlt wurden (27. Januar und 12. Februar 1603). 
Im Jahr 1606 entwarf Richino die Pfarrkirche San Giorgio in Cuggiono (1623 noch im Bau, mit einer Fassade aus dem 18. Jahrhundert), während er ab 1607 an der zerstörten Kirche San Giacomo im Collegio delle Vergini Spagnole (Kolleg der Spanischen Jungfrauen) in Mailand arbeitete und begann mit der Arbeit an einem der repräsentativsten kirchlichen Gebäude seiner Produktion, der Kirche San Giuseppe seinem ersten ihm anvertrauten Werk, bestimmte er die Überwindung des akademischen Manierismus, der bis dahin in der Lombardei in Mode war, und kombinierte zwei Module mit einem zentralen griechischen Grundriss zu einem Längsschnitt, wodurch er ein Modell schuf, das zu den am meisten aufgegriffenen in den folgenden Jahrhunderten gehört. Sie wurde 1630 fertiggestellt und ist eines der ersten Bauwerke im Barockstil. 
Francesco Maria  schuf ein umfangreiches architektonisches Werk, von dem der größte Teil verloren gegangen ist. Zu seinen zivilen Werken gehören der Innenhof und die Fassade der Ca’' Granda, der Palazzo di Brera und sein Innenhof mit Bögen auf Doppelsäulen sowie das Collegio Elvetico, eines der ersten Barockgebäude mit einer konkaven Fassade. Er entwarf die Außenkirche des Klosters Sant’Agostino in Porta Nuova um 1614 und die Kirche von Sante Maria di Loreto in Porta Orientale in Mailand 1616. Im Jahr 1618 wurde er in das Amt des Ingenieurs des Gesundheitshofs aufgenommen. Darüber hinaus war er am Collegio Borromeo in Pavia tätig von 1616 bis 1629. Im Jahr 1622 entwarf er die Kirche San Benedetto in Crema und die Kirche San Carlo in Sacro Monte in Arona.
Er war einer der größten Architekten des frühen italienischen Barocks und sicherlich der einflussreichste und berühmteste in der Lombardei des 17. Jahrhunderts, und um eine weitere so bedeutende Persönlichkeit in der lombardischen Szene zu finden, müsste man auf Piermarini warten.
Ricchinos Werk wurde nie angemessen untersucht, aber es scheint, dass, wenn eines Tages eine Bilanz gezogen werden kann, der Preis für den einfallsreichsten und begabtesten italienischen Architekten des frühen 17. Jahrhunderts eher an Ricchino als an Carlo Maderno gehen wird. (Rudolf Wittkower)

## Werke
- Verschiedene Projekte für die Fassade des Mailänder Doms

### Zivilproduktion
- Mailand, Palazzo di Brera, ehemaliges Jesuitenkolleg, heute Sitz der Pinacoteca di Brera
- Mailand, Fassade und Innenhof der Ca’ Granda
- Mailand, Collegio Elvetico
- Mailand, Palazzo Annoni
- Mailand, Palazzo Archinto (Mailand, Via Olmetto)
- Mailand, Palazzo Durini
- Mailand, Palazzo Litta (im 18. Jahrhundert fast vollständig umgebaut, der Innenhof ist noch sichtbar)
- Mailand, Palazzo Sormani
- Certosa di Pavia, Gästehaus oder Palazzo ducale
- Cinisello, Villa Ghirlanda Silva
- Corbetta, Villa Frisiani Mereghetti
- Lago Maggiore, Isola Bella, Pläne für den Palazzo Borromeo (der Salon, planimetrisch auf einem zentralen Viereckgrundriss angeordnet, soll nach seinem Entwurf realisiert worden sein)
- Pavia, Almo Collegio Borromeo
- Vittuone, Villa Resta Mari

### Religiöse Bauten

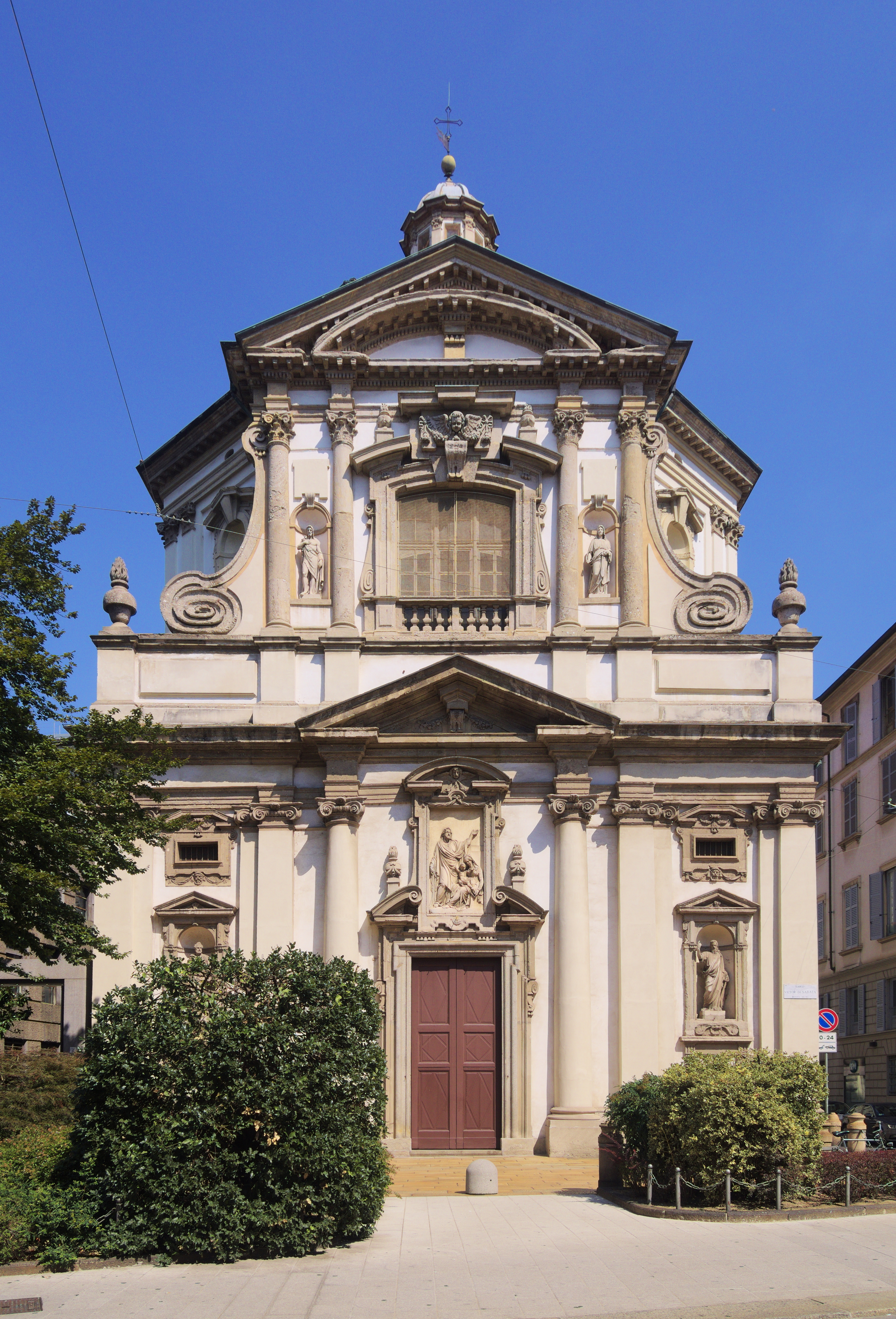
Fassade der Kirche San Giuseppe, Mailand

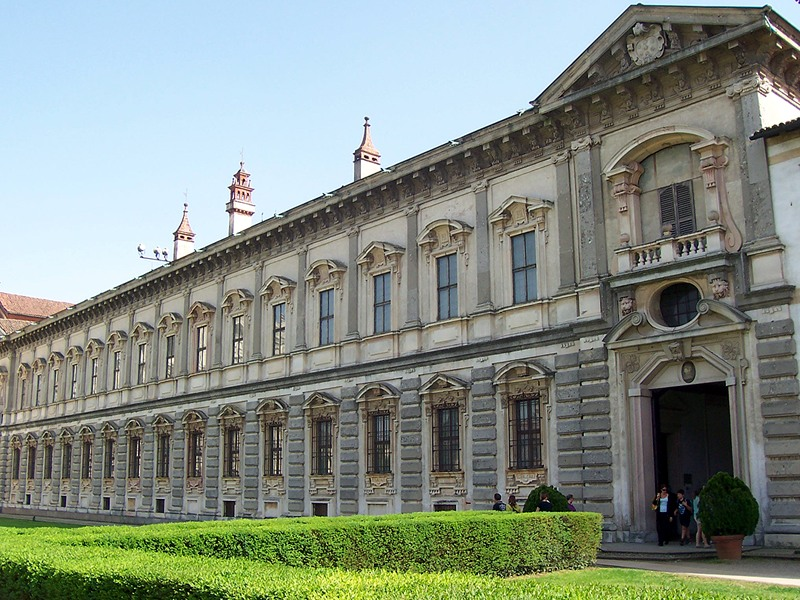
Gästehaus (1625), Certosa di Pavia

- Mailand, Kirche Sant’Alessandro in Zebedia (Fassade)
- Mailand, Kirche San Bartolomeo
- Mailand, Kirche San Fedele
- Mailand, Kirche San Giorgio al Palazzo
- Mailand, Kirche San Giuseppe
- Mailand, Kirche Santa Maria alla Porta
- Mailand, Chiesa di Santa Maria in Brera (Umbau; 1572)
- Mailand, Kirche Santa Marta (Milano) oder Santa Maria di Loreto oder Santa Marta[7]
- Mailand, Colonna del Verziere
- Abbiategrasso, Kirche San Bernardino
- Albairate, Kirche San Bernardo al camposanto
- Arona, Sacro Monte di San Carlo, Kirche San Carlo (zugeschrieben)[8]
- Busto Arsizio, Kirche San Michele Arcangelo
- Busto Arsizio, Basilica di San Giovanni Battista[9]
- Corbetta, Isola Bellaria, Kirche Sant’Ambrogio
- Corbetta, Soriano, Kirche San Bernardo (zugeschrieben)
- Crema, Kirche Chiesa di San Benedetto abate[10]
- Cuggiono, Kirche San Giorgio Martire
- Gaggiano, Wallfahrtskirche Sant’Invenzio
- Legnano, Basilika San Magno
- Legnano, Kirche Mariä Geburt
- Miasino, Kirche San Rocco
- Pavia, Kirche Santi Giacomo und Filippo